# De Eng
De Eng is een buurtschap in de Nederlandse gemeente Duiven, gelegen in de provincie Gelderland.
Het ligt tussen Duiven en het industriegebied Nieuwgraaf.
Dorpen: Duiven · Groessen · Loo

Buurtschappen: De Eng · Helhoek · Het Leuven · Nieuwgraaf

Gelderland: Steden en dorpen in Gelderland      Nederland: Provincies · Gemeenten